# Мендия, Матео
Матео Мендия дос Сантос (исп. Mateo Mendía dos Santos; род. 3 февраля 2004, Олаваррия, Буэнос-Айрес) — аргентинский футболист, защитник клуба «Бока Хуниорс».

## Клубная карьера
Мендия — воспитанник клуба «Бока Хуниорс». 20 мая 2024 года в матче против «Сентраль Кордова» он дебютировал в аргентинской Примере.